# Andrzej Maciej Brzeziński
Andrzej Maciej Brzeziński (ur. 1947) – polski historyk.

## Życiorys
Absolwent historii Uniwersytetu Łódzkiego. Doktorat i habilitacja tamże. W 1996 uzyskał tytuł profesora. W latach 1993–1997 kierownik Zakładu Historii Powszechnej Najnowszej UŁ, od 1997 kierownik Katedry Historii Powszechnej Najnowszej Uniwersytetu Łódzkiego. Członek Komisji Badań nad Pokojem Oddziału Łódzkiego PAN (1994–2006), Komisji Stosunków Międzynarodowych Komitetu Nauk Historycznych PAN (2000–2002), Zastępca redaktora „Folia Historica” (1992–1996, redaktor 1997–1999), członek Rady Programowej „Przeglądu Nauk Historycznych” (2001–2004). Główne zainteresowania badawcze: historia stosunków międzynarodowych i dyplomacji w XX w. ze szczególnym uwzględnieniem zagadnień bezpieczeństwa i rozbrojenia. W latach 2002–2006 był członkiem Komitetu Nauk Historycznych Polskiej Akademii Nauk.

## Ważniejsze publikacje
- Sprawa porozumienia angielsko-rosyjskiego w latach 1903–1907, Łódź: Wydawnictwo Uniwersytetu Łódzkiego 1979.
- Jean Jaurès – polityk i myśliciel, Łódź: Wydawnictwo Łódzkie 1983.
- Rewolucja 1905-1907 w Polsce a mocarstwa zachodnie, Łódź: Wydawnictwo Łódzkie 1985.
- Dyplomacja francuska wobec Konferencji Rozbrojeniowej w Genewie (2 II 1932 – 31 V 1937), Łódź: Wydawnictwo Uniwersytetu Łódzkiego 1987.
- Zagadnienie bezpieczeństwa zbiorowego w Europie w polityce zagranicznej Francji, 1919–1939, Łódź: Wydawnictwo Uniwersytetu Łódzkiego 1992.
- Warszawa – Paryż – Genewa. Sojusz polsko-francuski a problem rozbrojenia w dwudziestoleciu międzywojennym (1919–1937), Łódź: Wydawnictwo Uniwersytetu Łódzkiego 1996.
- Kwestia powojennej organizacji bezpieczeństwa w polityce zagranicznej rządu RP na uchodźstwie 1939–1945, Łódź: Wydawnictwo Uniwersytetu Łódzkiego 1999.
- Polska Komisja Międzynarodowej Współpracy Intelektualnej (1924–1939), Łódź: Wydawnictwo Uniwersytetu Łódzkiego 2001.
- Historia państw świata w XX wieku. Grecja, Warszawa: Wydawnictwo TRIO 2002.
- (redakcja) Z polityki zagranicznej Wielkiej Brytanii w I połowie XX wieku : studia i szkice, pod red. Andrzeja Macieja Brzezińskiego, Łódź: Wydawnictwo Uniwersytetu Łódzkiego, 2002.
- (redakcja) Czechosłowacja w stosunkach międzynarodowych w pierwszej połowie XX wieku: studia i szkice, pod red. Andrzeja M. Brzezińskiego, Warszawa: "Semper" 2003.
- Monako [w:] Historia Małych Krajów Europy, pod red. Józefa Łaptosa, Wrocław-Warszawa-Kraków: Zakład Narodowy im. Ossolińskich 2002, s. 383-464 (wyd. 2 poprawione i uzupełnione 2007, s. 395-472).
- Oskar Halecki a Liga Narodów. Poglądy i działalność, Łódź: Wydawnictwo Uniwersytetu Łódzkiego 2016.